# CMOS
CMOS (на английски: Complementary Metal-Oxide Semiconductor или ДМОП (допълващ се метално-окисен полупроводник)  е технология за създаване на електронни схеми с MOS (или МОП) транзистори.
В нея се използват полеви транзистори с изолиран гейт (затвор) и с канали с различна проводимост. Отличителна черта на CMOS схемите в сравнение с биполярните технологии e ниското потребление на енергия в статичен режим (в мнозинството случаи може да се смята, че енергия се консумира само по време на превключване на състоянията). Отличителна черта на CMOS схемите в сравнение с други MOS-структури (N-MOS, P-MOS) е наличието както на n-, така и на p-канални полеви транзистори; вследствие на това ДМОП схемите притежават по-високо бързодействие и по-ниско потребление. За сметка на това технологическият процес на изготвянето им е по-сложен, а плътността на опаковка – по-ниска.
Повечето съвременни логически интегрални схеми, в това число процесорите, се произвеждат по различни варианти на CMOS технология.
В сензорите за фотоапарати често се прилагат ДМОП матрици, чиито главни предимства са достъпните цени поради съвместимостта със съвременните ДМОП технологии.